# Zikai
Isabelle Zikai Gbotto Carlsson, mer känd under artistnamnet Zikai, född 2 december 1997 i Stockholm, är en svensk musikartist och låtskrivare.

## Biografi
Isabelle Carlsson har en svensk mor och en far från Elfenbenskusten. När Zikai var 15 år gammal blev hon upptäckt av producenten Mack Beats. Inom kort började hon skriva texter åt flera svenska artister och skriva låtar tillsammans med svenska hiphopeliten samt uppträda med bland annat Silvana Imam, Michael Dida och Cherrie. Tillsammans med Eva Dahlgren medverkade hon på Silvana Imams låt "Fri", som de alla tre framförde tillsammans på Bråvallafestivalen 2017. Efterhand kände hon att hennes låtar blev alltmer självbiografiska och med sin speciella blandning av R&B, soul och pop inledde hon 2019 sin egen artistkarriär under namnet Zikai och släppte sin första debutsingel "Mountain Peak".
Som låtskrivare skrev Zikai låtar med bland annat Alexander Oscar och Janice.  Låten "Number" med Alexander Oscar sålde guld i Danmark och låten "Hearts Will Bleed", skriven med Janice, blev ett soundtrack på spelet FIFA 20.
Den 25 januari 2019 släppte Zikai sin första låt "Mountain Peak" som fick stor spridning genom radio. I februari intog Zikai scenen på Grammisgalan 2019 och framförde låten live. Grammy-vinnande GRADES gjorde en remix på "Mountain Peak" som släpptes i slutet på mars, där han samtidigt nämnde Zikai som en av sina nya favoritartister. Låten "Beach Day" släpptes den 10 maj 2019 och i juni utsågs Zikai till "Framtidens artist" av Sveriges Radio P3. Den 27 september släpptes låten "Liquor Kisses". Även Dopest.se listade Zikai som en av de mest lovande artisterna på svenska musikscenen 2019. Den 2 december avslutade Zikai året med singeln "Do You Love Me Still?".
8 maj 2020 utkom hennes debut-EP Make You Mine med bland annat låten "Champagne for Breakfast", vilken hon också framförde på SVT:s Allsång på Skansen samma sommar. 2020 blev hon även nominerad till ”Årets Rookieartist” på Denniz Pop Awards. Pandemihösten 2020 lanserade hon sin egen talkshow, Twenty Something Talkshow, på Youtube med en rad gäster från musikvärlden. Hon uppträdde även i med sin sång "Twenty Something" i SVT:s Musikkalendern och i duett med SVEA i Rihannas "Don't Stop the Music" i SVT:s Tolvslaget på Skansen.
Zikai inledde 2021 med ett live-framträdande i programmet På spåret och blev nominerad till Gaffapriset i kategorin “Årets genombrott”.
I februari släpptes låten “Stay This Way” tillsammans med JIM OUMA & Kes Kross som hon också framförde i SVT:s program Go’Kväll.
I april släppte hon sin version av Paul Simon’s låt “You Can Call Me Al”.
Zikai vann grammis 2021 för årets soul/RnB med sin EP "Make You Mine".

## Diskografi

### Album
- 2020 – Make You Mine (EP)

### Singlar
- 2019 – Mountain Peak
- 2019 – Mountain Peak - GRADES remix
- 2019 – Beach Day
- 2019 – Liquor Kisses
- 2019 – Do You Love Me Still?
- 2020 – SOS
- 2020 – Champagne for Breakfast
- 2020 – Twenty Something
- 2020 – Don't Stop the Music (med SVEA)
- 2021 – Stay This Way (med Kes Kross)
- 2021 – You Can Call Me Al

### Medverkande som låtskrivare
- 2019 – "Number" - Alexander Oscar [16]
- 2019 – "Chemistry" - Alexander Oscar
- 2019 – "I’m good" - Katie Keller
- 2019 – "Hearts Will Bleed" –  Janice
- 2019 – "run. - doppio" - Anton Andersson, Christine Balk
- 2020 – "Hush" - Yellow Claw, Wierd Genius, Reikko
- 2020 – "Bad Intenstions" - Alexander Oscar
- 2020 – "Sharper" - Peder Elias ft. Zikai
- 2020 – "I Could" - Phlake
- 2020 – "I Could" - Phlake, Mercedes the virus
- 2020 – "Fire" - Mullally ft Zikai
- 2020 – "Obsession" - DJ Soda & RayRay